# マランジェ州
マランジェ州（マランジェしゅう、ポルトガル語: Província de Malanje）とはアンゴラの州である。8万6,500平方キロメートルの面積を擁し、人口は約99万人である。州都はマランジェ。州内にミランド保護公園が存在する。

## ムニシピオ
14のムニシピオに区分される。
- カクゾ（英語版）
- カランドゥーラ（英語版）
- Cambundi-Catembo
- Cangandala
- カオンボ（英語版）
- クアバ・ンゾゴ（英語版）
- クンダ＝ディーア＝バザ（英語版）
- ルケンボ（英語版）
- マランジェ
- マリンバ（英語版）
- マサンゴ（英語版）
- ムカリ（英語版）
- ケラ（英語版）
- キリマ（英語版）

## 出身人物
- ルイス・ペドロ・ダ・シルヴァ・フェレイラ - マランジェ出身、サッカー選手